# سیارک ۱۴۳۵
سیارک ۱۴۳۵ (به انگلیسی: 1435 Garlena، نامگذاری:1936WE) هزار و چهارصد و سی و پنجمین سیارک کشف شده‌است که در ۲۳ نوامبر ۱۹۳۶ و در هایدلبرگ کشف شد.
قدر مطلق سیارک برابر ۱۲٫۸۰ است.